# Удит Нараян
Уди́т Нарая́н Джа (англ. Udit Narayan Jha, непальск. उदित नारायण झा, род. 1 декабря 1955 года, округ Супаул, Бихар, Индия) — непальский и индийский певец (закадровый исполнитель), актёр, телеведущий и кинопродюсер. Один из самых известных закадровых исполнителей индийского кино. Исполнил более 25 000 песен на более чем 34 языках, включая хинди, телугу, тамили, каннада, малаялам, ория, бходжпури, майтхили, непальский и неварский. Пятикратный лауреат Filmfare Award, трёхкратный лауреат Национальной кинопремии, а также многих других музыкальных наград. Награждён правительственными наградами Непала и Индии: Орденом Правой руки Гуркки (2001), Падма Шри (2009) и Падма Бхушан (2016).

## Биография
Удит Нараян Джа (более известный как Удит Нараян) родился 1 декабря 1955 года на территории современного округа Супаул в штате Бихар, Индия (по другим данным в деревне Бхардаха округа Саптари, Непал). Его родителями являются фермер Харе Кришна Джа (Hare Krishna Jha) и его жена Бхуванешвари Деви (Bhuwaneshwari Devi).
Первоначальное образование получил в Непале — в школе P.B. School, находящейся в городе Раджбирадже в округе Сагарматхе, а также в Катманду в Ratna Rajya Laxmi Campus.
Карьеру певца начал в Непале на радио в Катманду, исполняя фольклор, народные и современные эстрадные песни на непальском языке, а также на языках майтхили, бходжпури. Впервые в качестве закадрового певца в кинематографе исполнил песню для непальского комедийного фильма «Sindur». Это был дуэт с певицей Сушмой Шрестха, в настоящее время известной в Болливуде как Пурнима.
В 1978 году переехал в Бомбей по приглашению индийского посольства, предоставившего певцу стипендию для обучения в Индии в престижной бомбейской школе классической музыки Bhartiya Vidya Bhavan.

### Карьера
В 1980 году композитор Раджеш Рошан предоставил Нараяну возможность спеть с ветераном закадрового исполнения Болливуда Мохаммедом Рафи в фильме «Девятнадцать-двадцать» (Unees-Bees). После этого Нараян исполнил песни для фильмов Sannata (1981), «Щедрое сердце» (Bade Dil Wala) (1983), Tan-Badan (1986).
В 1988 году Нараян получил широкую известность благодаря сотрудничеству с композиторами Анандом и Милиндом, исполнив песни для ставшего популярным фильма «Приговор», что принесло певцу его первую номинацию Filmfare Award. В 1993 году широкую известность получила песня «Jaadu Teri Nazar» (которая также была номинирована на Filmfare) композиторов Шив-Хари, исполненная певцом для кинофильма режиссёра Яша Чопры «Жизнь под страхом». В 1995 году благодаря сотрудничеству с композиторами Джатином и Лалитом Пандит исполнил песни для ставшего популярным фильма «Непохищенная невеста», что принесло певцу его первую премию Filmfare Award за лучший мужской закадровый вокал.
Удит Нараян также пел в непальских фильмах, а также выступал в качестве актёра в двух непальских фильмах: Kusume Rumal и Pirati (1985).
В 2004 году Нараян выпустил свой первый непальской альбом Upahaar, в котором, кроме соло, пел дуэтом со своей женой — певицей Дипой Нараян Джа. На самом престижном музыкальном награждении в Непале — Hits FM Awards — альбом получил 2 награды в основных категориях «Рекорд года» и «Музыкальный альбом года». Также вместе с женой записал альбом Dil Deewana.
По случаю 100-летия Болливуда исполненная Удитом Нараяном песня «Taal Se Taal Mila» из фильма «Ритмы любви» / «Музыка сердца» на музыку композитора А. Р. Рахмана была признана «лучшей песней века» по результатам опроса, проведённого DesiMartini, Hindustan Times.
Удит Нараян также является телеведущим, входит в состав судей телевизионных музыкальных шоу, выступает на сцене в качестве певца в Индии и за её пределами.

### Семья
Был женат дважды.
- Первая жена — Ранджана Нараян Джа (Ranjana Narayan Jha).
- Вторая жена — Дипа Нараян Джа (Deepa Narayan Jha), певица. Поженились в 1985 году, а в 1987 году у пары родился сын — Адитья Нараян[англ.], певец, актёр и телеведущий. Будучи ребёнком, Адитья начал карьеру певца в непальском кинематографе, пел в фильмах вместе с отцом, после чего в 1990-х годах начал карьеру в Болливуде, а также выступал в качестве актёра в нескольких непальских фильмах.

## Творчество
Удит Нараян исполнил более 25 000 песен на более чем 34 языках, включая более 19 000 песен на языке хинди, а также песни на языках телугу, тамили, каннада, малаялам, ория, бходжпури, майтхили, непальский и неварский.
В начале своей певческой карьеры Нараян исполнил песни на музыку таких непальских композиторов, как Шива Шанкар, Гопал Yonjan. В дальнейшем певец сотрудничал с такими индийскими композиторами, как тандемы композиторов Лаксмикант и Пьярелал, Кальянджи и Ананджи, Джатин и Лалит Пандиты, Анандом и Милиндом, Надим Саифи и Шраван Ратход (чаще упоминающихся как Надим и Шраван), Шивкумар Шарма и Харипрасад Чаурасия (чаще упоминающихся как Шив и Хари), с такими композиторами, как Раджеш Рошан, Р. Д. Бурман, Мадан Мохан, Хайям, Илайяраджа, Исмаил Дарбар, Ану Малик, Баппи Лахири, А. Р. Рахман, Химеш Рашаммия, Адеш Шривастава, и многими другими.
Нараян работал почти со всеми поэтами-песенниками своей эпохи, в частности с такими как Шакил Бадаюни, Ананд Бакши, Гулзар, Джавед Ахтар, Мехбуб, Шайлендра, Самир, Сахир Лудхианви, Маджрух Султанпури, Индивар, Анжан, Хасрат Джайпури, Фаиз Анвар, Равиндра Джайн, Нида Фазли, Свананд Киракире, Прасун Джоши, Вишал Дадлани.
Помимо соло, Удит Нараян исполнил и записал много дуэтов с известной болливудской певицей Алкой Ягник. Сотрудничал с выдающимися певцами Мохаммедом Рафи, Латой Мангешкар и Ашей Бхосле, а также с такими певцами, как Кумар Сану, С. П. Баласубраманьям, Сукхвиндер Сингх, Мохаммед Азиз, Сону Нигам, Винод Ратод, Кавита Кришнамурти, Анурадха Паудвал, Шрея Гхошал и многими другими.
Многие песни, исполненные Удитом Нараяном, стали популярными, например: «Jaadu Teri Nazar» («Жизнь под страхом»), «Na Jaane Mere», «Mehndi Laga Ke Rakhna» («Непохищенная невеста»), «Dil To Pagal Hai», «Are Re Are» («Сумасшедшее сердце»), «Kuch Kuch Hota Hai» («Всё в жизни бывает»), «Phir Bhi Dil Hai Hindustani» («Трепетные сердца»), «Main Yahan Hoon» («Вир и Зара»), «Maahi Ve» («Наступит завтра или нет?»), «Chand Chupa» («Навеки твоя»), «Taal Se» («Ритмы любви»), и многие другие.
Выступал на сцене в качестве певца более 1050 раз в Индии и за её пределами. Выпустил сольные музыкальные альбомы, в том числе Bhajan Sangam, Bhajan Vatika, I Love You, Dil Deewana, Yeh Dosti, Love is Life, Jhumka de Jhumka, Sona No Ghadulo, Dhuli Ganga, Ma Tarini, и другие.

## Награды

### Filmfare Award
| Год  | Песня                   | Фильм                     | Композитор     | Автор слов        |
| ---- | ----------------------- | ------------------------- | -------------- | ----------------- |
| 1989 | «Papa Kehte Hain»       | «Приговор»                | Ананд и Милинд | Маджру Султанпури |
| 1996 | «Mehndi Laga Ke Rakhna» | «Непохищенная невеста»    | Джатин и Лалит | Ананд Бакши       |
| 1997 | «Pardesi Pardesi»       | «Раджа Хиндустани»        | Надим и Шраван | …                 |
| 2002 | «Yeh Taara Woh Taara»   | «Навеки твоя»             | Исмаил Дарбар  | Mehboob           |
| 2002 | «Mitwa»                 | «Лагаан: Однажды в Индии» | А. Р. Рахман   | Джавед Ахтар      |

### Национальная кинопремия
| Год  | Песня                    | Фильм                                 | Композитор                                                      | Автор слов                                           |
| ---- | ------------------------ | ------------------------------------- | --------------------------------------------------------------- | ---------------------------------------------------- |
| 2002 | «Mitwa»                  | «Лагаан: Однажды в Индии»             | А. Р. Рахман                                                    | Джавед Ахтар                                         |
| 2002 | «Jaane Kyon Log»         | «Любящие сердца» («Желание сердца»)   | Шанкар-Эсхан-Лой (Шанкар Махадеван, Эхсан Нурани, Лой Мендонса) | Джавед Ахтар                                         |
| 2003 | «Chhote Chhote Sapne Ho» | «Девушка из бара» («Жизнь прекрасна») | Ананд Радж Ананд, Хемант Парашар                                | …                                                    |
| 2005 | «Yeh Taara Woh Taara»    | «Возвращение на Родину»               | А. Р. Рахман                                                    | Джавед Ахтар                                         |
| 2005 |                          | Kab Hoi Gawna Hamar                   | Национальная кинопремия за лучший фильм на бходжпури            | Национальная кинопремия за лучший фильм на бходжпури |

### Другие
- 2001 — Орден Правой руки Гуркки — государственная награда Непала
- 2009 — Падма Шри — государственная награда Индии
- 2011 — Махараштра Ратна — премия правительства индийского штата Махараштра

## Частичная фильмография
Хинди
- Super 30 — «Jugraafiya»
- Хаппи снова убежала (2018) — «Kudiye Ni Tere»
- Невеста Хампти Шармы (2014) — «Daingad Daingad»
- Огненный путь (2012) — «Gun Gun Guna» (дуэт с Сунидхи Чаухан)
- Джокер (2012) — «Jugnu»
- О Боже, ты велик! (2008) — «Lal Chunariya»
- Партнёр (2007) — «Do U Wanna Partner»
- Ом Шанти Ом (2007) — «Deewangi Deewangi»
- Дон. Главарь мафии (2006) — «Khaike Paan Banaraswala»
- Танцовщица[англ.] (2006) — «Aap To Mere Hi Khwabon Mein» (дуэт с Алкой Ягник)
- Возвращение на Родину (2004) — «Yeh Taara Woh Taara»
- Вир и Зара (2004) — «Main Yahan Hoon» (соло), «Aisa Des Hai Mera», «Yeh Hum Aa Gaye Hain Kahan», «Lodi» (дуэт с Латой Мангешкар)
- Выходи за меня замуж (2004) — «Laal Dupatta» (дуэт с Алкой Ягник)
- Ты и я (2004) — «Yaara Yaara» (дуэт с Алкой Ягник)
- Похищенная (2003) — «Shaba Ni Shaba»
- Ты не одинок (2003) — «Koi Mil Gaya», «Idhar Chala»
- Всё отдаю тебе (2003) — «Oodhni» (дуэт с Алкой Ягник)
- Дорогами любви[англ.] (2003) — «Dagriya Chalo» (дуэт с Алкой Ягник)
- Сердечная привязанность[англ.] (2003) — «Dil Churale O Chand», «Saajan Saajan Saajan», «Haaye Dil Mera Dil», «Dilka Rishta Bada Pyara» (дуэт с Алкой Ягник)
- Наступит завтра или нет? (2003) — «Maahi Ve»
- Тайна[англ.] (2002) — «Jo Bhi Kasmein Khai Thi» (дуэт с Алкой Ягник)
- Мне нужна только любовь[англ.] (2002) — «Dil Laga Liya Maine», «Dil Hai Tumhara», «Kasam Khake Kaho», «Mohabbat Dil Ka Sukoon Hai», «Chaahe Zuban» (дуэт с Алкой Ягник)
- Легенда о Бхагате Сингхе (2002) — «Jogiya Jogiya» (дуэт с Алкой Ягник)
- Девдас (2002) — «Woh Chand Jaise Ladki» (соло), «Bairi Piya», «Hamesha Tumko Chaha», «Chalak Chalak» (дуэт со Шреей Гхошал)
- И в печали, и в радости (2001) — «Bole Chudiyan», «Yeh Ladka Hai Allah»
- Зубейда (Роковая любовь) (2001) — «Hai Na»
- Лагаан: Однажды в Индии (2001) — «Ghanan Ghanan», «Mitwa», «Radha Kaise Na Jale», «O Rey Chhori», «O Paalanhaare»
- Чужой ребёнок (2001) — «Dekhne Waalon Ne»
- Беглецы[англ.] (2001) — «Main Nikla», «Udhja Kaale Kawwa»
- Ловушка для адвоката[англ.] (2001) — «Kitni Bechain Hoke» (дуэт с Алкой Ягник)
- Любящие сердца[англ.] (2001) — «Jaane Kyon» (дуэт с Алкой Ягник)
- Миссия «Кашмир»[англ.] (2000) — «Chupke Se Sun», «Socho Ke Jheelon Ka» (дуэт с Алкой Ягник)
- Биение сердца[англ.] (2000) — «Hai Mera Dil», «Dil Ne Yeh Kaha Dil Se» (дуэт с Алкой Ягник)
- Влюблённые (2000) — «Soni Soni», «Humko Humise Chura Lo», «Zinda Rehti Hai Mohabbatein», «Aankhein Khuli»
- Каждое любящее сердце (2000) — «Har Dil Jo Pyar Karega», «Dil Dil Deewana»
- Трепетные сердца[англ.] (2000) — «Phir Bhi Dil Hai Hindustani»
- Скажи, что любишь[англ.] (2000) — «Kaho Naa Pyaar Hai» (дуэт с Алкой Ягник)
- Нас не разлучить (1999) — «Chhote Chhote Bhaiyon Ke», «Mhare Hiwda», «Hum Saath-Saath Hain»
- Ритмы любви (Музыка сердца)[англ.] (1999) — «Taal Se» (дуэт с Алкой Ягник)
- Мятежная душа (1999) — «Mera Mann», «Chaha Hai Tujko», «Khushiyan Aur Gham», «Nasha Ye Pyar Ka Nasha»
- Навеки твоя (1999) — «Chand Chupa» (дуэт с Алкой Ягник)
- Двойник (1998) — «Mere Mehboob Mera Sanam», «Tum Nahin Jaana» (дуэт с Алкой Ягник)
- Всё в жизни бывает (1998) — «Kuch Kuch Hota Hai», «Tujhe Yaad Na Mere Aaye» (дуэт с Алкой Ягник)
- Любовь с первого взгляда (1998) — «Ae Ajnabi»
- Когда влюбляешься (1998) — «Is Dil Mein Kya Hai»
- Не надо бояться любви (1998) — «Deewana Main Chala», «Chhad Zid Karna», «Oh Baby… Ho Gaya So Ho Gaya»
- Страсть (1997) — «Ishq Hua Kaise Hua», «Dekho Dekho Jaanam», «Neend Churai Meri»
- Зов земли[англ.] (1997) — «Dhol Bajne Laga» (дуэт с Кавитой Кришнамурти)
- Обманутые надежды (На чужбине) (1997) — «Nahin Hona Tha» (дуэт с Алкой Ягник)
- Сумасшедшее сердце (1997) — «Dil To Pagal Hai», «Are Re Are», «Pyaar Kar» (дуэт с Латой Мангешкар); «Le Gayi» (дуэт с Ашей Бхосле)
- Любовь без слов (1997) — «Ghunghte Mein Chanda Hai» (соло), «Tanhai Tanhai» (дуэт с Алкой Ягник)
- Раджа Хиндустани (1996) — «Aaye Ho Meri Zindagi Mein (Male)» (соло), «Pardesi Pardesi», «Kitna Pyaara Tujhe Rab Ne» (дуэт с Алкой Ягник)
- Страстная любовь (1996) — «Nahi Lagta» (дуэт с Алкой Ягник), «Doob Ke Dariya Mein» (дуэт с Пурнимой), «Nahin Jeena Yaar Bina» (дуэт с Кавитой Кришнамурти)
- Мир музыки (1996) — «Jaana Suno Hum Tum Pe Marte Hain»
- Принц Раджа[англ.] (1995) — «Aakhiyan Milau Kabhi Aakhiyan Churao», «Nazre Mile Dil Dhadk» (дуэт с Алкой Ягник)
- Каран и Арджун (1995) — «Jaati Hoon Main», «Yeh Bandhan To Pyar ka Bandhan Hai» (дуэт с Алкой Ягник)
- Бог знает (1995) — «Ram Jaane»
- Разные судьбы[англ.] (1995) — «Raja Ko Rani Se Pyar Ho Gaya» (дуэт Алкой Ягник)
- Непохищенная невеста (1995) — «Na Jaane Mere» («Ho Gaya Hai Tujhko To Pyar Sajna»), «Mehndi Laga Ke Rakhna» (дуэт с Латой Мангешкар)
- Кто я для тебя? (1994) — «Dhiktana» (дуэт с Латой Мангешкар)
- Шакал[англ.] (1994) — «Tip Tip Barsa Paani» (дуэт с Алкой Ягник)
- Каприз (1994) — «Tu Samne Jab Aata Hai» (дуэт с Алкой Ягник)
- Сезон любви (1994) — «Dewaana Dil Dewaana»
- Жизнь под страхом (1993) — «Jaadu Teri Nazar»
- Соперники[англ.] (1992) — «Pehla Nasha», «Yahan Ke Hum Sikandar»
- Сердце[англ.] (1990) — «Khambe Jaisi Khadi Hai» (соло), «Mujhe Neend Na Aaye», «Hum Pyar Karne Wale», «Humne Ghar Choda Hai», «Dum Dama Dum»
- Приговор (1988) — «Akela Hain To Kya Ghum Hai», «Kahe Sataaye Kah», «Ey Mere Humsafar» (дуэт с Алкой Ягник)
- Tan-Badan (1986) — «Krishna Krishna»
- Щедрое сердце (Bade Dil Wala) (1983) — «Jeevan Ke Din»
- Sannata (1981)
- Девятнадцать-двадцать (Unees Bees) (1980) — «Mil Gaya Mil Gaya» (дуэт с Мохаммедом Рафи)

Региональные
- 1994 — Kadhalan (там.) — «Kadhalikum Pennin»
- 1995 — Muthu (там.) — «Kuluvalilae»
- 2000 — Upendra (канн.) — «Mtv Subbulakshmige»
- 2002 — Appu (канн.) — «Baare Baare» (дуэт с К. С. Читрой), «Ellinda Aarambhavo»